# Kane Hemmings
Pour les articles homonymes, voir Hemmings.
Kane Hemmings, né le 8 avril 1991 à Burton upon Trent, est un footballeur anglais, qui évolue au poste d'attaquant au sein du Barrow AFC.

## Biographie
Kane Hemmings est formé à Tamworth puis aux Glasgow Rangers.
Il inscrit 18 buts en deuxième division écossaise avec le club de Cowdenbeath lors de la saison 2013-2014.
Après un passage en troisième division anglaise, à Barnsley, il rejoint le club de Dundee. Avec cette équipe, il inscrit le 19 décembre 2015 un triplé contre Hamilton Academical, lors d'un match de Premiership.
Le 27 juillet 2016, il s'engage avec Oxford United.
Le 22 août 2017, il est prêté à Mansfield Town.
Le 1er juin 2018, Hemmings signe un contrat de trois ans pour le club de Notts County.
Le 12 août 2020, il rejoint Burton Albion.
Le 13 janvier 2022, il rejoint Tranmere Rovers.

## Palmarès
- Champion d'Écosse de D4 en 2013 avec les Glasgow Rangers

## Distinctions personnelles
- Membre de l'équipe-type de Scottish Championship (D2) lors de la saison 2013-2014
- Membre de l'équipe-type de la Scottish Premier League en 2016